# Pavel Samuilovich Urysohn

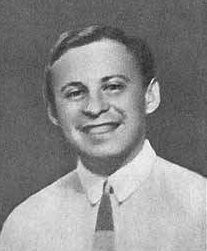
Người Urysohn.

Pavel Samuilovich Urysohn, Pavel Uryson (Па́вел Самуи́лович Урысо́н) (3 tháng hai 1898 ở Odessa - 17 tháng tám 1924 ở Batz-sur-Mer) là một nhà toán học Ukraina (Liên Xô cũ) gốc Do Thái. Ông được biết đến với những đóng góp trong lý thuyết chiều, và phát triển Định lý mêtríc hóa Urysohn, và Bổ đề Urysohn, cả hai đều là kết quả cơ bản trong lý thuyết tôpô. Tên của ông cũng được đặt làm kỷ niệm cho Không gian phổ dụng Urysohn, Không gian Fréchet–Urysohn, khái niệm chiều Menger-Urysohn, và trong Phương trình tích phân Urysohn. Ông và Pavel Alexandrov là những người đầu tiên đưa ra khái niệm về tính compact vào năm 1923.
Urysohn nghiên cứu tại Đại học Moskva gia đoạn 1915-1921 dưới sự hướng dẫn của Nikolai Luzin. Sau đó ông trở thành một trợ lý giáo sư ở đó. Ông bị chết đuối vào năm 1924 trong khi bơi lội với đồng nghiệp Pavel Alexandrov. ngoài khơi bờ biển Brittany, Pháp, gần Batz-sur-Mer, và được chôn cất ở đó.
Chị/em gái của Urysohn, Lina Neiman, đã viết một cuốn hồi ký về cuộc đời và thời thơ ấu của ông. Do không phải là một nhà toán học nên bà đã đưa vào cuốn sách các bài viết về các công trình của ông bởi Pavel Alexandrov, Vadim Efremovich, Andrei Kolmogorov, Lazar Lyusternik, và Mark Krasnosel'skii. Định lý Urysohn được đặt theo tên ông.